# Здание Радио Риека
Здание «Радио Риека» — здание построенное в середине XIX века и сегодня находится по адресу улица Корзо, 24, Риека, Хорватия.

## История
25 апреля 1845 года Муниципалитет города города Фиуме, так тогда называлась Риека, одобрил и выдал разрешение на строительство «Casino Patritico» на улице Корзо.

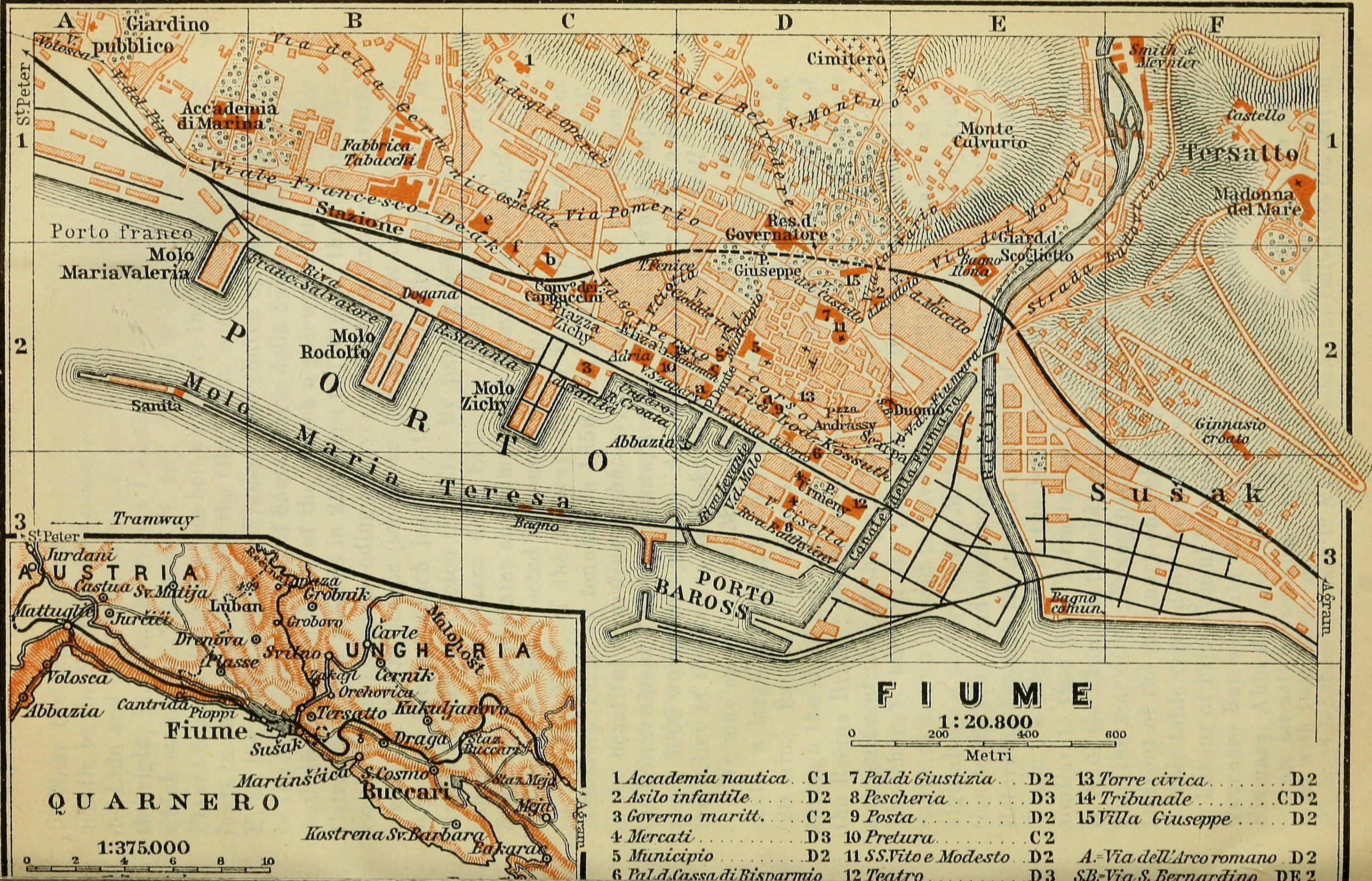
Карта Риеки 1911 года. Улица Корзо начиналась от площади Данте и заканчивалась на площади Андрасси. «Радио Риека» тогда было по адресу улица Корзо, 2. Сегодня ул. Корзо начинается от площади Андрасси (Кула-Коло), согласно нумерации зданий, и проходит через площадь Данте, заканчиваясь на Ядранской площади. А адрес здания «Радио Риека» изменился на ул. Корзо, 24.

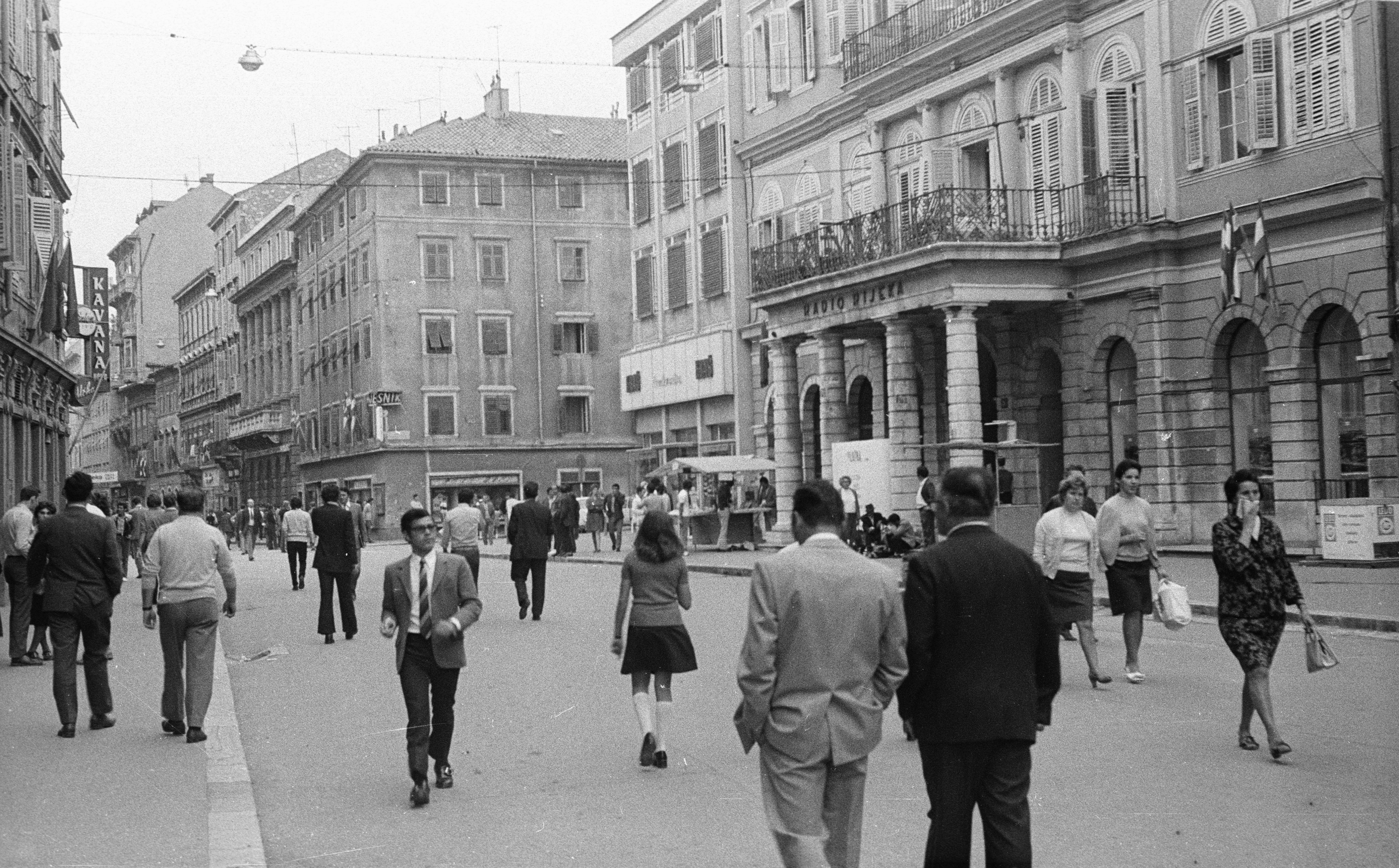
Здание «Радио Риека» в 1971 году.

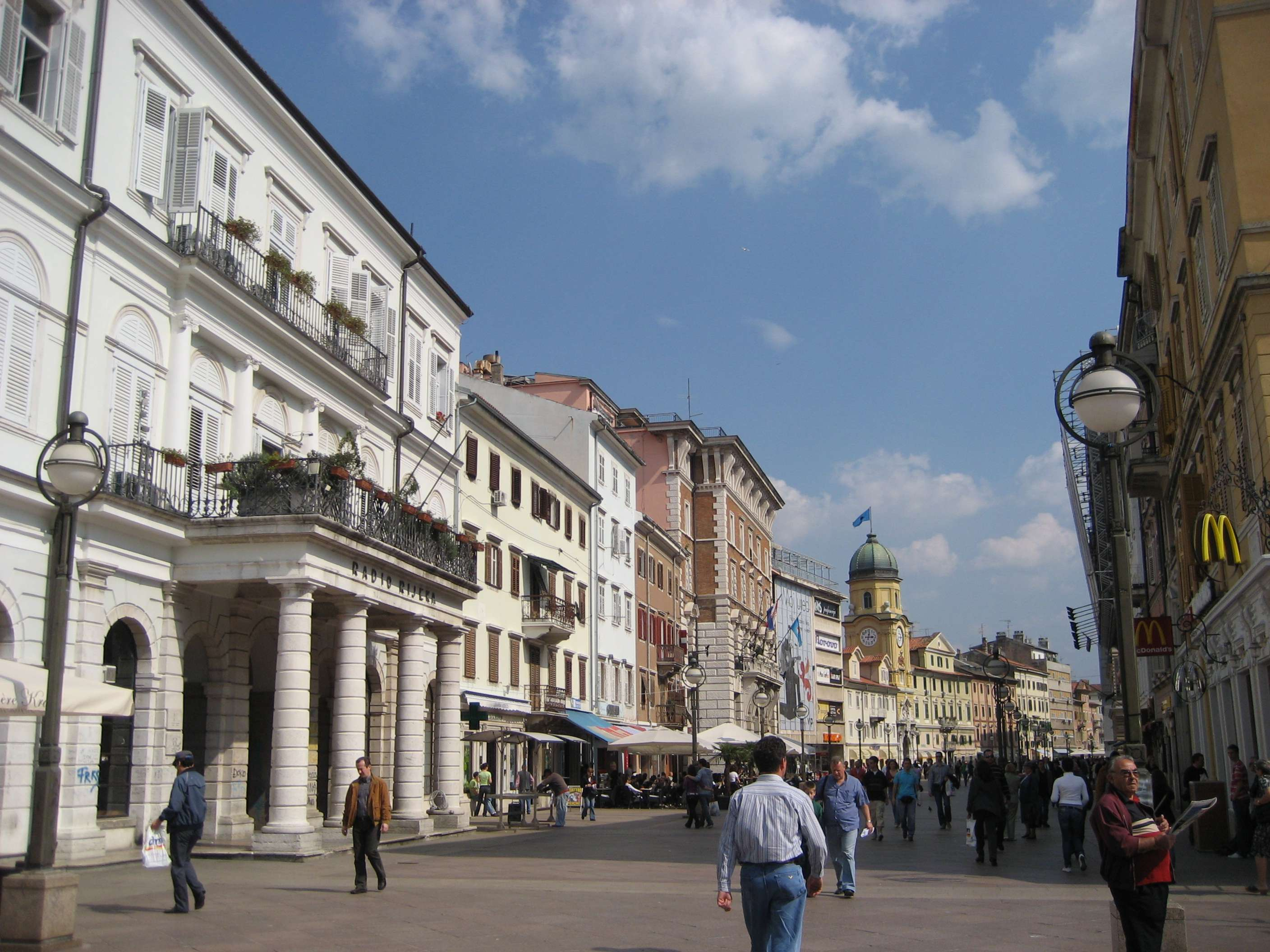
Здание «Радио Риека» на ул. Корзо, 2009 г.

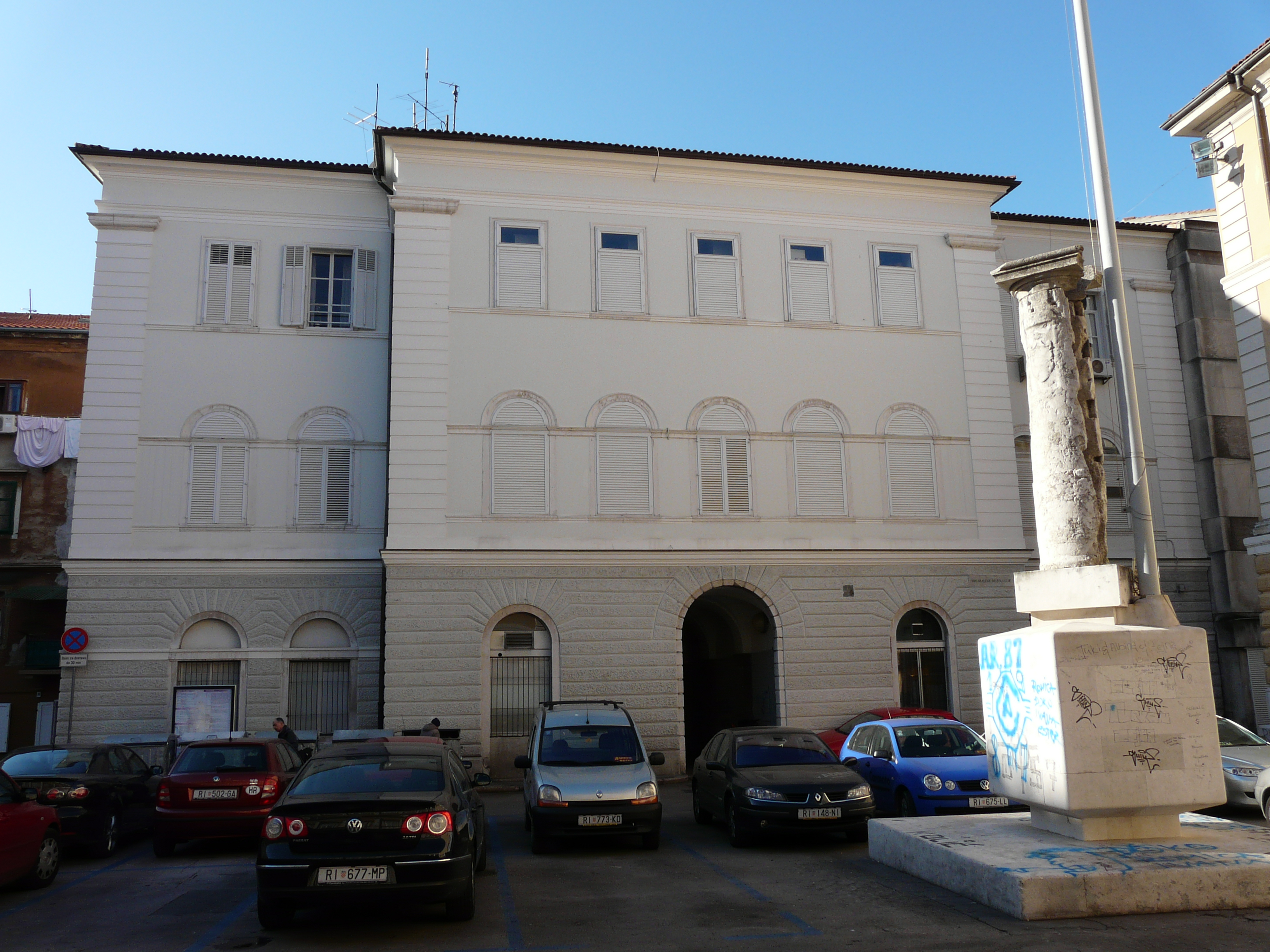
Задняя сторона здания «Радио Риека», фотография с площади Риекская Резолюция.

Здание строили по проекту архитектора Антона Десеппия (хорв. Antona Deseppia) и строительство завершилось в 1848 году. Начиная с середины XIX века здание использовали как «Casino Patritico» и стал объединяющим фактором для итало-говорящей местной элиты в порту Австрийской империи, когда город и порт были известны под своим итальянским именем Фиуме.
С 1889 года в здании разместили хорватский читальный зал и здание стало культурным и политическим центром местного хорватского населения.
На стыке XIX и XX столетий на первом этаже этого здания по улице Корзо располагался ресторан «Tiroles», на тот момент адрес здания был улица Корзо, 2. Сегодня это здание находится по адресу улица Корзо, 24. До начала XX столетия улица Корзо была короче. Это подтверждает карта города 1911 года и сохранившаяся открытка того времени Архивная копия от 1 апреля 2017 на Wayback Machine.
3 октября 1905 года в здании «Casino Patritico», была подписана хорв. Riječka rezolucija), как политический документ и основа хорватско-венгерских взаимодействий в борьбе против притязаний Вены. Этот исторический факт впоследствии дал название площади позади здания «Радио Риека», как площади Риекской Резолюции.
С 1951 г. в здании «Casino Patritico» размещается «Радио Риека». 

## Описание здания

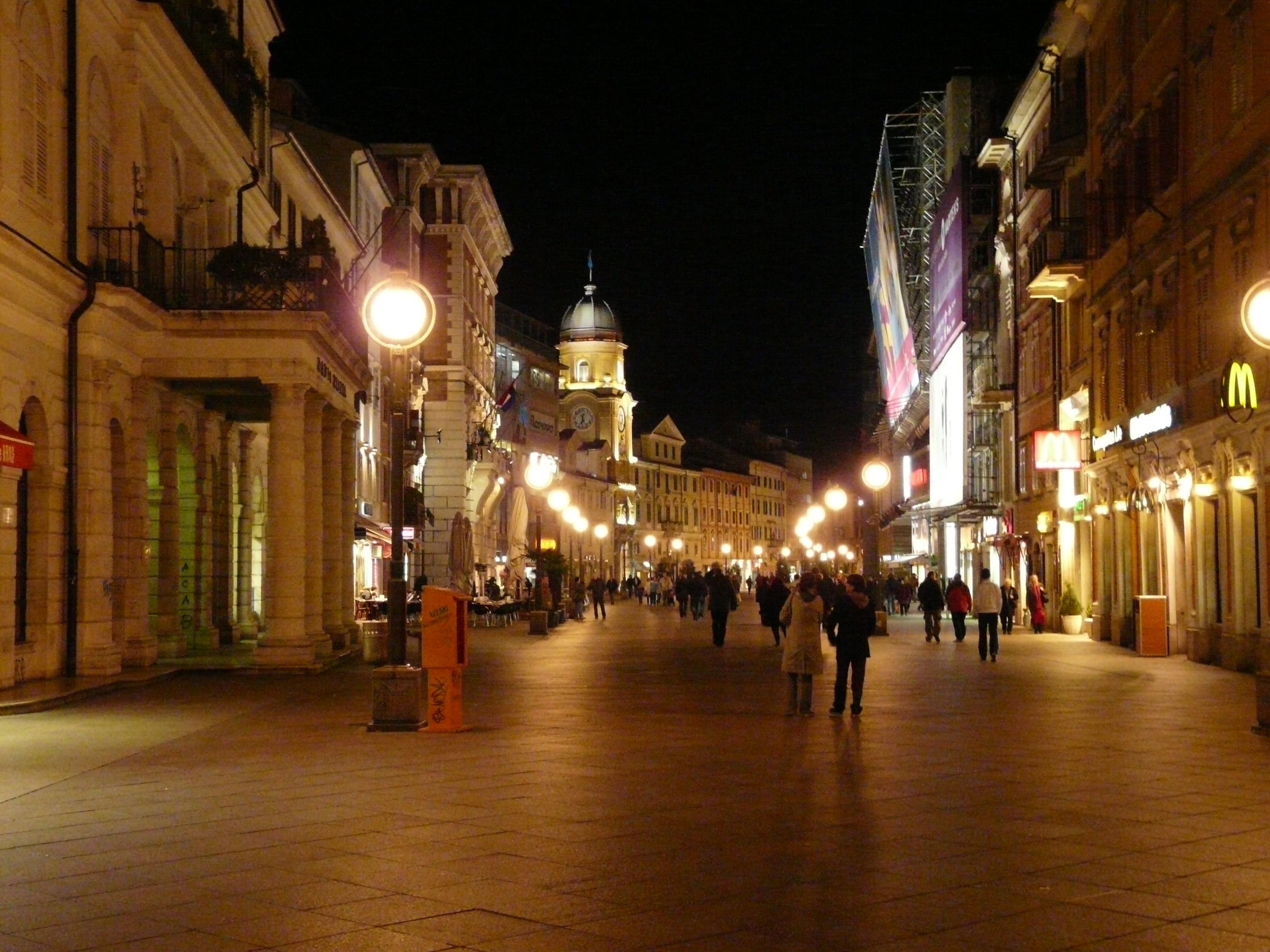
Улица Корзо поздно вечером. «Радио Риека» слева.

Здание несёт в себе черты позднего классицизма. Элегантный фасад обращён на улицу Корзо и имеет декоративный орнамент и большой балкон на втором этаже, который опирается на четыре колонны. Вход в здание под балконном и далее сквозной проход через коридор здания связывает улицу Корзо с площадью Риекская Резолюции, которая находится за зданием. Задняя часть здания, смотрящая на площадь, выполнена в более строгом стиле.
Сегодня здание «Радио Риека» является одним из самых приметных зданий на центральной прогулочной улице города Риека, на улице Корзо.